# 勒梅尼勒维戈
勒梅尼勒维戈（法語：Le Mesnil-Vigot，法語發音：[lə menil viɡo]）是法国芒什省的一个旧市镇，属于圣洛区。2017年，勒梅尼勒维戈和相邻的2个市镇合并为新市镇勒米伊莱马赖（Remilly-les-Marais）。

## 地理
勒梅尼勒维戈（49°9'20"N, 1°16'55"W）面积3.26 平方千米，位于法国诺曼底大区芒什省，该省份为法国西北部沿海省份，西、北、东北三面环大西洋，东起顺时针与卡爾瓦多斯省、奧恩省、马耶讷省和伊勒-维莱讷省接壤。
与勒梅尼勒维戈接壤的市镇（或旧市镇、城区）包括：洛宗河畔勒米伊、弗热尔、洛宗、马尔谢雪。
勒梅尼勒维戈的时区为UTC+01:00、UTC+02:00（夏令时）。

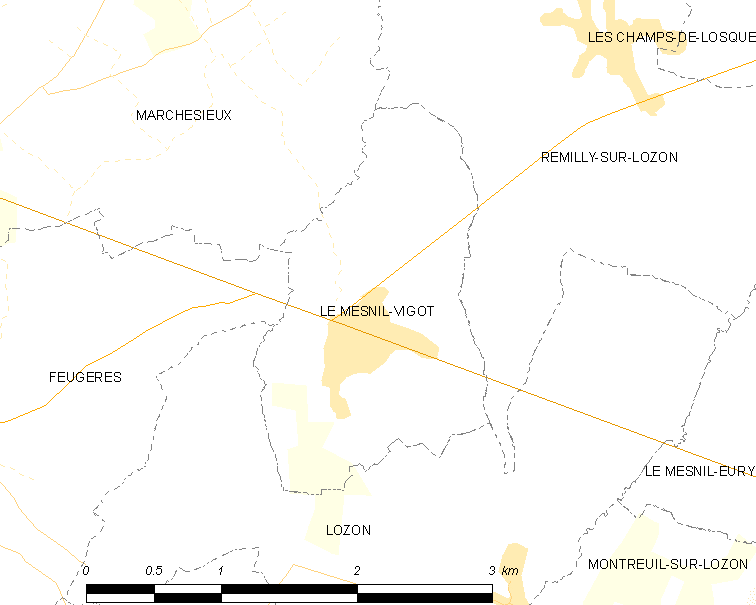
勒梅尼勒维戈的OSM定位图

## 行政
勒梅尼勒维戈的邮政编码为50570，INSEE市镇编码为50325。

## 政治
勒梅尼勒维戈所属的省级选区为圣洛第一县。

## 人口

1962-2008年间勒梅尼勒维戈人口变化图示

勒梅尼勒维戈于2018年1月1日时的人口数量为223人。